# Monasterio de San Pedro de Burgal

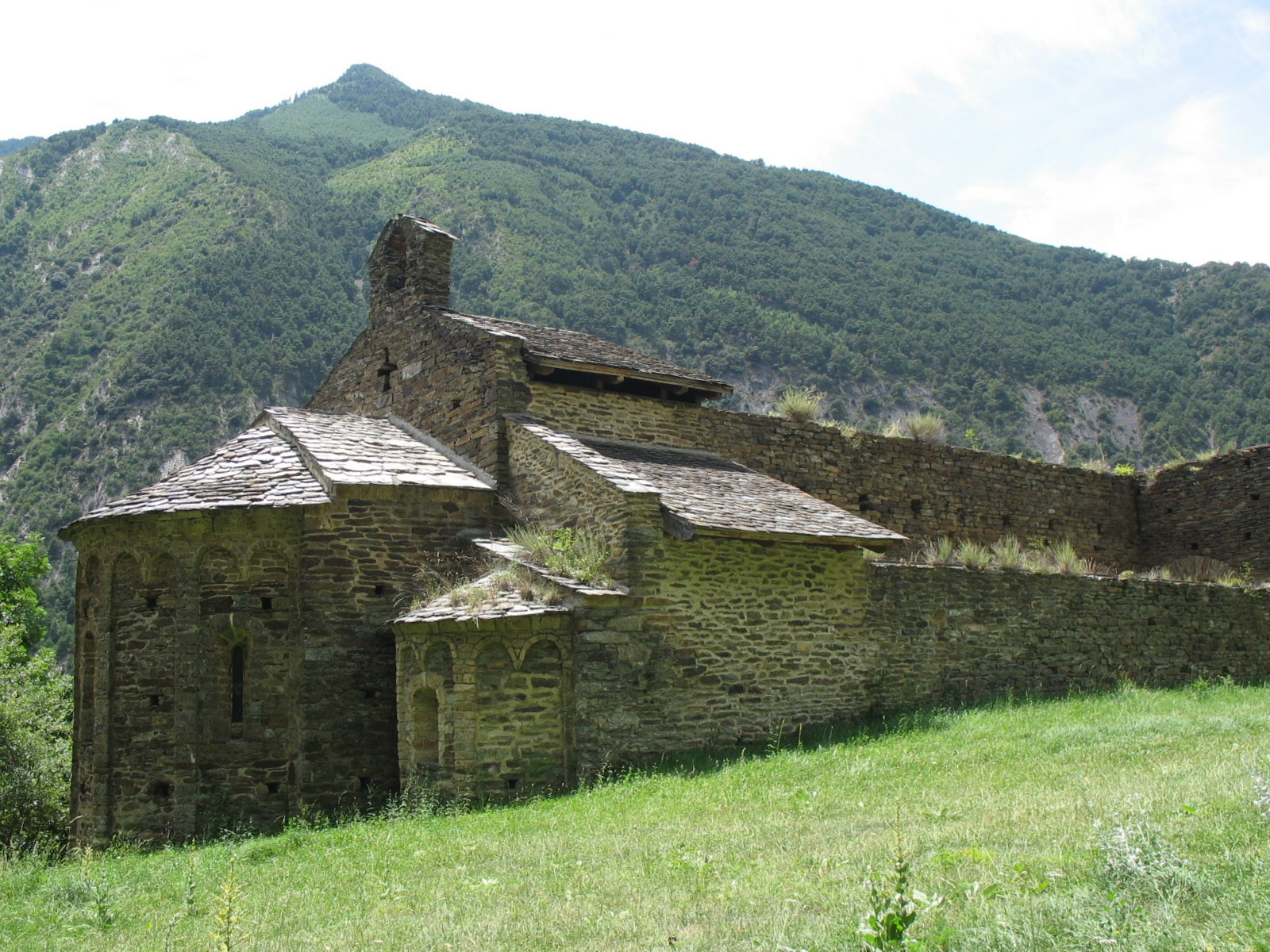
Monasterio de San Pedro de Burgal

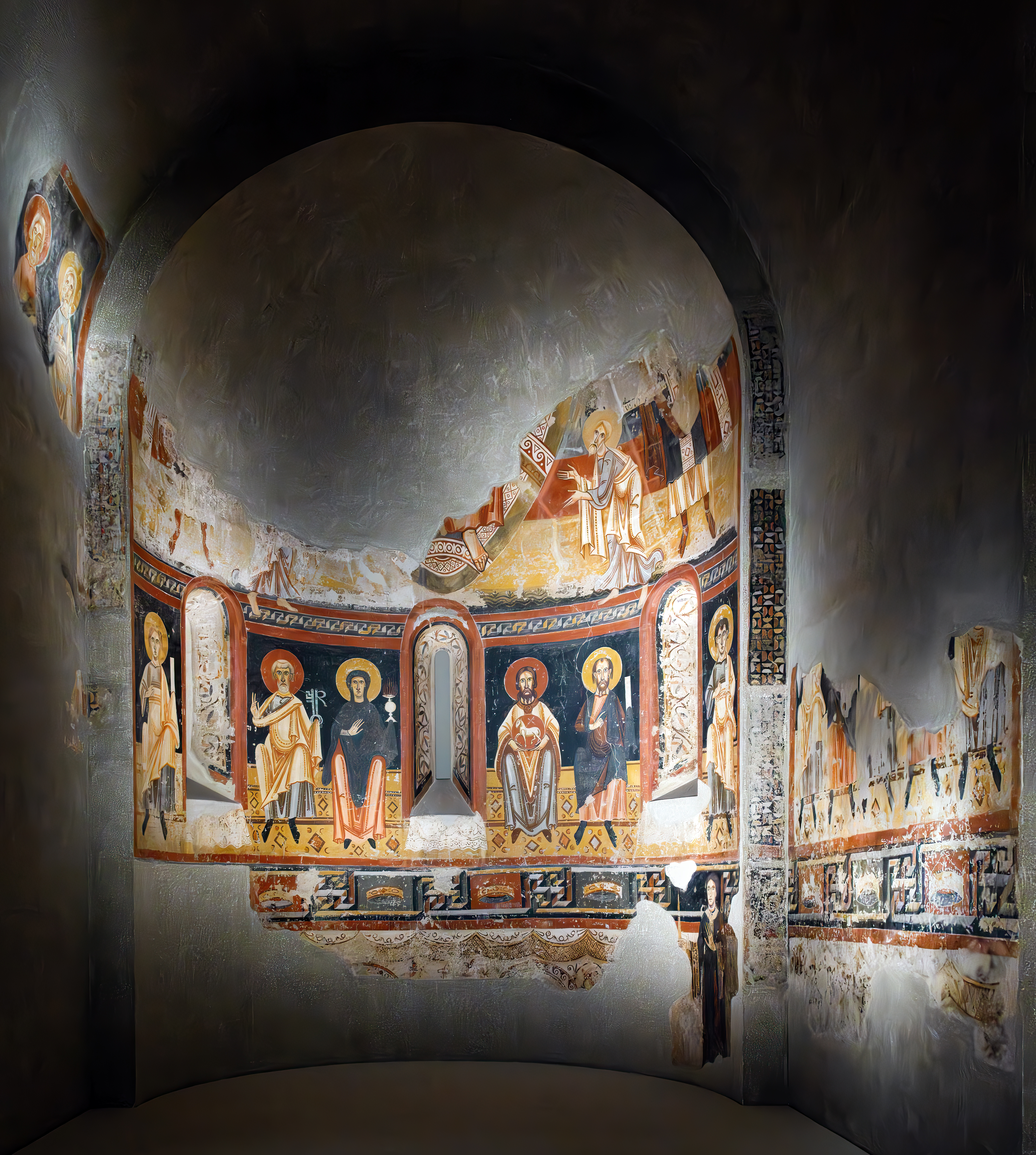
Frescos del ábside central

El monasterio de San Pedro de Burgal o del Burgal (en catalán Sant Pere del Burgal) es un monasterio benedictino situado cerca de la localidad española de Escaló (La Guingueta), en la comarca del Pallars Sobirá, provincia de Lérida.

## Edificio
El edificio del siglo XI fue edificado sobre otro documentado del siglo IX.
Consta de planta basilical de tres naves, la central de mayor altura que las laterales, con tres ábsides adornados por el exterior con arcos ciegos y lesanas lombardas; en el interior están contrapuestos a la nave central, arquitectura que se daba en algunas construcciones visigodas y mozárabes. Sobre los arcos están los huecos donde se apoyaba la cubierta de madera.

## Pintura
Las pinturas murales originales de los ábsides se encuentran en el Museo Nacional de Arte de Cataluña en Barcelona, están datadas entre 1080 y 1090.
Las pinturas representan el Pantocrátor entre los arcángeles Miguel y Gabriel y adorado por dos santos. Entre las ventanas está la Virgen portando un cáliz, a su derecha san Pedro y a la izquierda san Juan Bautista y san Pablo. En la parte inferior se conserva la pintura de una dama con una inscripción que se puede leer:

«...cia conmttesa»

que correspondería a la condesa Lucía de la Marca, casada con Artal I conde de Pallars, en 1085 (de aquí surge la datación de las pinturas).
En el templo se han colocado unas reproducciones.